# 마리아 델 마르
마리아 델마르(Maria del Mar, 1964년 1월 1일 ~ )는 스페인의 배우이다.
마드리드에서 태어났다.

## 출연 작품
- 룩킹 이즈 디 오리지널 신 (2012년) - 헬레나 역
- 어 터치 오브 그레이 (2009년)
- 인게이지드 투 킬 (2006년)
- 포 더 러브 오브 어 차일드 (2006년) - 애니 역
- 터미널 시티 (2005년)
- 더 펜타곤 페이퍼스 (2003년)
- 스컬스 3 (2004,The Skulls III)
- 크리스마스 슈즈 (2002년)
- 로보캅 4 (2000년) - 사라 케이블 역
- 프라이스 오브 글로리 (2000년)
- 문샤인 하이웨이 (1996년)
- 크리스마스 (1996년)
- 살인 게임 (1995년)
- 콜드 스웨트 (1993년)
- 리버레이터 (1987년)

### 텔레비전
- 테크워 - TV 시리즈 (1995-96)
- 탐정 몽크 (2002) - 모니카 워터스 역
- 머독 미스터리 (2008)